# Катехизм католицької церкви
Катехи́зм католи́цької це́ркви (лат. Catecismus Catholicae Ecclesiae, скорочено ККЦ, неофіційна назва: Всесвітній Катехизм) — це посібник, який містить стислий виклад основних положень римо-католицької віри, учення і моралі. Він слугує як офіційне товмачення доктрини віри й моральних принципів католицької церкви, а також використовується як підручник для катехизаторів як навчальний матеріал.
Розробка ККЦ була запропонована Надзвичайною Генеральною асамблеєю Синоду єпископів у 1985 році, через двадцять років після закінчення Другого Ватиканського собору, а процес розробки був розпочатий Іваном Павлом II 7 грудня 1985 року. 
Зрештою по закінченню роботи Папа римський Іван Павло II затвердив катехизм 25 червня 1992 року і наказав опублікувати 11 жовтня 1992 року Апостольською конституцією Fidei Depositum. Катехизм перекладений багатьма мовами, але офіційним виданням є латинський. Автентичною моделлю для всіх мовних видань є Catechismus Catholicae Ecclesiae, опублікований у 1997 році, зміни до якого були включені в сучасні видання.

## Зміст
Документ складається з 2,865 параграфа. Він відповідає традиційній структурі, прийнятій раніше Тридентським собором, і складається з чотирьох частин: «Сповідування віри», «Відправлення християнських таїнств», «Життя у Христі» і «Християнська молитва». Формулювання має на меті бути чітким і дидактичним, щоб бути зрозумілим якомога ширшій аудиторії. Окрім цих чотирьох частин, документ містить вступ у вигляді преамбули та висновків, аналітичний покажчик сторінок, а також посібник для читання. 
Кожна частина поділена на два розділи, причому перший розділ коротший за другий. Кожен розділ далі поділяється на глави, зазвичай від 2 до 4 глав у розділі. Глави поділяються на статті. Текст статей складається з абзаців, що займають кілька рядків, і всі абзаци нумеруються наскрізною нумерацією. У деяких статтях, особливо великих за обсягом, абзаци згруповані тематично, а тематичні заголовки виділені жирним шрифтом. Нарешті, розділи, як правило, завершуються статтею «Підсумки» або «Коротко», що містить стислий огляд усього розділу в кількох абзацах.

### Логотип
Малюнок, обраний як логотип або емблема Катехизму католицької церкви, походить від малюнка, знайденого на надгробку в християнських катакомбах Домітілли кінця III століття. Це зображення язичницького походження було використано християнами, щоб символізувати упокоєння душі померлого. Він містить наступні алюзії на християнську віру:
- Добрий Пастир Христос, який веде і захищає своїх овець.
- Пастирський посох, що символізує владу (Христа).
- Флейта, що нагадує про «мелодійну симфонію правди».
- Христос, який дає спочинок (померлим) у затінку «дерева життя».

### Вступ

#### Апостольська конституціяFidei depositum
Апостольська конституція Fidei depositum Івана Павла II (від 11 жовтня 1992 року) розпочинає працю. Цей лист призначений для єпископів, священників і дияконів і презентує дух та шлях підготовки тексту, структуру праці з чотирьох частин та її доктринальну цінність.

#### Пролог
Пролог складається з представлення роботи (повнішого, ніж лист Івана Павла II), а також його структури. Цей пролог розбито на 5 підрозділів:
- Життя людини — пізнати та любити Бога.
- Передача віри — катехеза.
- Мета та адресати цього Катехизму.
- Структура цього Катехизму.
- Практичні вказівки для використання цього Катехизму.
- Необхідні адаптації.

### Частина 1: сповідування віри

#### 1-й розділ: «Я вірю»— «Ми віримо»
У цьому розділі катехізис займається відношенням людини до Бога: «спрагою, яку вона відчуває до Бога», способом, яким «людина може знайти Бога» і тим, як «Бог виявляє себе людині». Катехізис досліджує Боже відкриття у історії, передачу його через апостольську традицію, Писання (і канон Писань) та їх тлумачення за допомогою Святого Духа. Нарешті, цей розділ завершується главою, присвяченою вірі, її визначенню, характеристикам і мові.
Розділ завершується презентацією двох кредо (Символу Апостолів і Нікейського віровчення). Пояснення і роз'яснення кредо наведені у другому розділі.
- Розділ: Людина здатна до Бога
- Розділ: Бог зустрічає людину
- Розділ: Відповідь людини на Бога

#### 2-й розділ: Сповідування християнської віри
Вірші Символу віри з Нікейського символу віри (та елементи католицької віри) аналізуються в різних розділах. Кожен пункт віри конкретизується, спираючись на біблійні тексти та цитати з Отців Церкви. Цей розділ містить найбільше посилань і цитат на зовнішні джерела. На кожній сторінці книги міститься від 10 до 30 біблійних посилань (або цитат з Отців Церкви).

##### Глава 1: Вірую в Бога Отця
У цій главі 7 розбирається перший вірш: «Вірую в Бога, Отця Вседержителя, Творця неба і землі». Глава розділена на 7 параграфів під назвою: «Вірую в Бога, Отця, Вседержителя, Творця, Неба і Землі, Людини, Гріхопадіння». Кожен параграф завершується коротким підсумком під назвою «Коротко», який нагадує про основні моменти, що обговорювалися в цьому параграфі.

##### Глава 2: Я вірую в Ісуса Христа, Єдинородного Сина Божого
Цей розділ КЕК 8 продовжує вивчення Символу віри в 6 статтях і численних підпунктах, охоплюючи вірші від «Вірую в Ісуса Христа, Єдинородного Сина Божого» до вірша «Звідти він прийде судити живих і мертвих».

##### Глава 3: Вірую в Святого Духа
У цій главі 9 у 5 статтях розглядаються всі вірші (Символу віри) від «Вірую в Святого Духа» до кінця Символу віри.

### Частина 2: Святкування християнської таємниці
Друга частина катехизму присвячена католицькій літургії та семи таїнствам, які пропонуються християнам.

#### 1-й розділ: сакраментальна економіка
Цей розділ представляє пасхальну таємницю, яка є значенням свята Пасхи, що його щорічно святкують християни. Він також визначає місце цього свята і пасхальної таємниці Христа в економії спасіння для кожної людини і в історії людства. Пояснює, як це свято впливає на інші таїнства (і є їх частиною). Нарешті, щоб заглибитися в деталі святкування Пасхи, у другому розділі йдеться про те, як відбувається святкування Пасхи, хто його святкує, коли (раз на рік, але також щотижня під час кожної Меси) і де це святкування відбувається...
- Глава 1: Пасхальне таїнство в часі церкви
- Глава 2: Сакраментальне святкування Пасхальної Тайни

#### 2-й розділ: Сім таїнств Церкви
Цей розділ охоплює сім таїнств католицької церкви, які згруповані в 4 глави. Для кожного таїнства вказано, хто може його уділяти і приймати, його роль в економії спасіння, його святкування, наслідки таїнства, а також різні специфічні моменти, пов'язані з кожним таїнством.
- Глава 1: Таїнства християнського втаємничення Представлено таїнства хрещення, миропомазання та Євхаристії.
- Глава 2: Таїнства зцілення Представлено таїнства покаяння і примирення, а також таїнство єлеопомазання хворих.
- Глава 3: Таїнства на службі Причастя Представлено таїнства священичих свячень і шлюбу.
- Глава 4: Інші літургійні святкування Нарешті, в цій останній главі представлені таїнства і християнські похорони.

### Частина 3: Життя у Христі

#### 1-й розділ: Покликання людини: життя в Дусі
У цьому розділі розглядаються питання гідності людської особистості та її стосунків з людським суспільством. У ньому також обговорюються поняття природного і євангельського закону, а також божественної благодаті. Розділ поділений на 3 главиCEC 12:
- Глава 1: Гідність людської особи У цьому розділі у 8 статтях книги представлені причини гідності людської особи: людська особа створена на образ Божий, має покликання до блаженства, свобода людської особи, моральність людських вчинків і пристрастей, моральне сумління людської особи, чесноти і гріх (визначення, різноманітність, тяжкість і милосердя).
- Глава 2: Людська спільнота У цьому розділі розглядаються питання, пов'язані з особистістю і суспільством, участю в суспільному житті та соціальною справедливістю.
- Глава 3: Боже спасіння: Закон і благодать У цій главі спочатку обговорюється поняття морального закону (включаючи природний моральний закон, Старий Закон і Новий Закон), потім благодать і виправдання (процес становлення праведним і святим), і, нарешті, остання стаття про Церкву як матір і виховательку.

#### 2-й розділ: Десять заповідей
У цьому розділі розглядаються десять заповідей (Вих. 20:2-17), які були представлені в самому кінці попереднього розділу.
- Глава 1: «Люби Господа, Бога твого, всім серцем твоїм, і всією душею твоєю, і всією думкою твоєю». У цій главі розглядаються перші три заповіді: «Господу, Богу твоєму, вклоняйся і Йому одному служи», «Не вимовляй імені Господа, Бога твого, всує» та «Пам'ятай про святість дня суботнього». Спираючись на ці вірші з книги Вихід, катехизм розширює свої роздуми про вчення, яке Ісус дав у Новому Завіті.
- Глава 2: «Полюби ближнього свого, як самого себе». У цьому розділі розглядаються заповіді з 4 по 10. Кожна заповідь дає можливість заглибитися у зміст соціальної доктрини Церкви та дослідити пов'язані з нею теми.
  - «Шануй батька твого і матір твою» спонукає до роздумів про сім'ю, її місце в суспільстві та ролі кожного члена в родині.
  - «Не вбивай» піднімає питання про життя (вбивство, смертну кару, аборт, евтаназію, самогубство), а також питання, пов'язані з самозахистом, повагою до людської гідності та миру.
  - Заповідь «Не чини перелюбу» торкається теми шлюбу, подружньої любові та розлучення.
  - «Не кради» спонукає до дискусій про універсальне призначення благ, повагу до людини та її майна, приватну власність, соціальну та економічну справедливість, солідарність між багатими і бідними (на національному та індивідуальному рівнях) та любов до бідних.
  - «Не свідчи неправдиво на ближнього твого» стосується питання правди, поваги до істини, використання засобів соціальної комунікації та сакрального мистецтва.
  - «Не забажай дому ближнього твого» заглиблюється в очищення серця.
  - «Не забажай нічого, що належить ближньому твоєму» досліджує питання, пов'язані із зажерливістю, вбогістю серця та жагою до Бога.

### Частина 4: Християнська молитва
Цей останній розділ, коротший за інші, присвячений необхідності молитви, різновидам молитв та місцю щоденної молитви. Молитва Отче наша сама по собі представлена та розглянута в останніх розділах.

#### 1-й розділ: Молитва в християнському житті
- Глава 1: Одкровення про молитву — універсальний заклик до молитви Цей розділ починається з представлення молитви в Старому Завіті через такі великі постаті, як Мойсей, Давид, Ілля або Книга Псалмів. Потім вона відкривається для представлення різних типів молитви, таких як молитва прохання, заступництва, подяки, прославлення, а також благословення і поклоніння.
- Глава 2: Традиція молитви У цьому розділі представлена давня традиція молитви в Церкві, чи то до Бога Отця, Ісуса чи Святого Духа. У ньому також розглядається молитва у спілкуванні з Дівою Марією.
- Глава 3: Життя в молитві У цьому розділі розглядаються різні способи вираження молитви, такі як голосна молитва, медитація, споглядальна молитва, а також труднощі, з якими зустрічаються вірні в молитві, і шляхи, доступні для них (пильність, синівська довіра, наполегливість).

#### 2-й розділ: Молитва Господня «Отче наш...»
У цьому розділі вивчається і представляється молитва «Отче наш», якої Ісус навчив своїх апостолів у Біблії (Матв. 6:9-13).
- Стаття 1: Короткий зміст усього Євангелія У цій першій статті коротко розповідається про те, що молитва «Отче наш» знаходиться в центрі всього Святого Письма і християнських таїнств.
- Стаття 2: Отче наш, що єси на небесах... У цій статті розглядається перший вірш молитви «Отче наш» (Отче наш, що єси на небесах).
- Стаття 3: Сім прохань Ця заключна стаття вивчає сім прохань молитви (нехай святиться ім'я Твоє, ...) та їх значення для християнина.

### Посібник для читання та покажчик
Значну частину книги складають покажчики та аналітичні таблиці, які дозволяють читачам знайти цитати або теми, що розглядаються в книзі (230 сторінок з 840).

#### Індекс котирувань
У цьому розділі зібрані всі цитати і посилання в катехизмі (цитати з Біблії, Вселенських соборів і синодів, папських і церковних документів, канонічного права, а також Отців Церкви і святих). Він дозволяє побачити, автор за автором, які твори були процитовані і в якому розділі катехизму.

#### Аналітична таблиця
В кінці книги є посібник для читання. Він містить 23 загальні питання про віру. Ці питання згруповані в 4 розділи.
- Людина у Всесвіті
- Таємниця віри
- Бути християнином
- Життя в церкві

#### Зміст
Зміст завершує книгу.

## Інші видання

### Компендіум
У 2005 році було видано Catechismo della Chiesa Cattolica. Compendio (українською: Компендіум Катехизму католицької церкви), який є синтезом Катехизму католицької церкви, що охоплює в стислій формі всі суттєві та фундаментальні елементи віри церкви. Компендіум був укладений спеціальною комісією, призначеною Іваном Павлом II під головуванням кардинала Йозефа Ратцінгера, пізніше Папи Бенедикта XVI. Компендіум побудований за схемою «запитання-відповідь».

### YouCat
З нагоди Світових Днів Молоді 2011 року було розроблено третю версію катехизму спеціально для молоді віком від 14 до 20 років. Вона має ту саму структуру, але простішу мову та адаптовані ілюстрації. Знову ж таки, під керівництвом кардинала Шенборна, книга має назву YouCat, що розшифровується як «Молодіжний катехизм».
Спочатку написана німецькою мовою, вона була перекладена або знаходиться в процесі перекладу на двадцять мов і була опублікована в більш ніж десяти країнах. Папа Бенедикт XVI особисто подарував його паломникам на Світових Днях Молоді в Мадриді. Папа також написав передмову, в якій висловив свою впевненість у здатності сучасної молоді зацікавитися катехизмом і закликав її старанно його вивчати: «Так, ви повинні бути ще глибше вкоріненими у вірі, ніж ваші батьки, щоб рішуче та сміливо протистояти викликам і спокусам цього часу».

## Критика
Поряд із всебічною оцінкою Катехизму католицької церкви (ККЦ) як представлення християнської віри згідно з римо-католицьким розумінням, існують фундаментальні критичні зауваження, зокрема з боку Ганс'юргена Вервеєна (нім. Hansjürgen Verweyen) та Ульріха Ру (нім. Ulrich Ruh). Вони стверджують, що Катехизм не виконує свого призначення через нечітку або розбіжну цільову аудиторію, поверхневу єдність, брак історичної самосвідомості та недостатнє визнання сучасних вірувань і практик християнства.
Найсуттєвіше заперечення полягає в тому, що Катехизм, з богословської точки зору, регресує в кількох суттєвих аспектах порівняно з Другим Ватиканським собором. Це можна проілюструвати на конкретних прикладах:

### Робота з біблійними текстами
- Робота з біблійними текстами критикується за брак історично і критично обґрунтованого дослідження земного Ісуса, а також за недостатню увагу до незалежних богословських висловлювань біблійних авторів. Стверджується, що богослов'я авторів Катехизму домінує над богослов'ям новозавітних авторів, які зображені лише як постачальники допоміжних цитат.
- У деяких місцях (зокрема, у розділі «Таємниці життя Христа», ККЦ 512-570) духовна інтерпретація Святого Письма подається в історичній манері, що відхиляється від біблійного тексту[3].

### Робота з текстами Другого Ватиканського собору
- Розуміння об'явлення, яке після Другого Ватиканського собору (Dei Verbum) відійшло від повчально-теоретичного підходу (віра як просте прийняття доктрини) та екстерналістського підходу (віра, заснована на чудесах, а не на раціональному осяянні) і було більш чітко сформульоване в христологічному та цілісному ключі, в Катехизмі католицької церкви (ККЦ) тепер віднесено до старої моделі. Згідно з цією моделлю, об'явлення розглядається як скарбниця доктрин, в які потрібно вірити, які не можуть бути пізнані людським розумом і легітимізовані чудесами.[4]
- Оскільки Dei Verbum підкреслював взаємний пріоритет Писання (Біблії) і Передання (церковного вчення), Катехизм католицької церкви сьогодні пропонує перевагу традиції і церковного авторитету над Писанням через особливий акцент на духовному тлумаченні і авторитеті церкви.[5]

## Видання

### Українською
Українською мовою катехизм католицької церкви був вперше виданий 2001 року. Як відзначив архієпископ Нікола Етерович, «Видання Катехизму католицької церкви є важливою подією в духовному та культурному житті кожної країни. Особливе значення воно має для України — молодої держави, але древнього народу. У духовному плані Катехизм дає змогу краще пізнати християнське таїнство і, отже, оживити віру Божого Народу.» Архієпископ також висловив надію, що Катехизм відіграє значну роль у «процесі зближенні» християн, «допоможе християнам православної традиції відкрити для себе величезне багатство спільного з католиками надбання», а католикам «покаже численні східні джерела спільної віри і, зокрема, вагомий внесок Отців Церкви, східних богословів і святих у формування християнської доктрини. Таким чином, можна сподіватися, зникнуть численні упередження, що віками стояли між одними і другими.»

### Іншими мовами
- Catechism of the Catholic Church – English translation (U.S.A., 2nd edition) (English translation of the Catechism of the Catholic Church: Modifications from the Editio Typica, copyright 1997, United States Catholic Conference, Inc., Libreria Editrice Vaticana) (Glossary and Index Analyticus, copyright 2000, U.S. Catholic Conference, Inc.).
- Catéchisme de l’Eglise Catholique. Paris: Mame/Plon 1992. ISBN 2-7289-0549-5
- Katechismus der Katholischen Kirche. München; Wien: Oldenbourg; Leipzig: Benno; Freiburg, Schweiz: Paulusverl.; Linz: Veritas 1993. ISBN 3-486-55999-0 (geb.) ISBN 3-486-56038-7 (Taschenbuch)
- Catechismus Catholicae Ecclesiae. Città del Vaticano: Libreria Ed. Vaticana 1997. ISBN 88-209-2428-5